# Garcinia microtropidiiformis
Garcinia microtropidiiformis är en tvåhjärtbladig växtart som beskrevs av Kanehira och Hatusima. Garcinia microtropidiiformis ingår i släktet Garcinia och familjen Clusiaceae. Inga underarter finns listade i Catalogue of Life.